# Тетраметилглюконурил
Тетраметилтетраазабициклооктандион (Адаптол, Мебикар, Мебикс) — лекарственный препарат, «дневной» транквилизатор.

## История создания
Препарат был синтезирован в Лаборатории азотсодержащих соединений (заведующий — Л. И. Хмельницкий) Института органической химии АН СССР в 1971 году. Транквилизирующая способность соединения выявлена Заиконниковой Ириной Витальевной на кафедре фармакологии Казанского государственного медицинского института, занимавшейся изучением полиазотистых гетероциклов, в том числе и производных бициклических бисмочевин. Препарат, названный Мебикаром, был представлен в Фармкомитет МЗ СССР для получения разрешения на клинические испытания, а в 1978 году приказом Минздрава СССР N 868 разрешён для широкого клинического применения в качестве транквилизатора и появился в аптечной сети.
Промышленный выпуск Мебикара был налажен на фармакологическом заводе в Риге.
С 2000 года его выпускает казанский завод «Татхимфармпрепараты»
В 2002 году на Всероссийском конкурсе препарат получил диплом «100 лучших товаров России».

## Фармакологическое действие
По заявлению производителя, обладает умеренной транквилизирующей активностью; не оказывает миорелаксантного действия и не нарушает координации движений. Снотворным эффектом не обладает, но усиливает действие снотворных средств и улучшает течение сна при его нарушениях.
Действует на активность структур, входящих в лимбико-ретикулярный комплекс, в частности, на эмоциогенные зоны гипоталамуса, а также оказывает действие на все 4 основные нейромедиаторные системы: ГАМК-, холин-, серотонин- и адренэргическую, способствуя их сбалансированности и интеграции, но не оказывает периферического антиадренергического действия.

## Показания
Зарегистрированы следующие показания к применению Мебикара:
- при неврозах и неврозоподобных состояниях, протекающих с явлениями раздражительности, эмоциональной возбудимости, тревоги, страха (в частности, у больных алкоголизмом в период ремиссии);
- гипоманиакальные и тревожно-бредовые состояния без психомоторного возбуждения и серьёзных нарушений поведения (в том числе при шизофрении, инволюционных и сосудистых психозах);
- остаточные явления после острых психозов с явлениями эмоциональной неустойчивости, продуктивной симптоматикой;
- хронический вербальный галлюциноз органического генеза;
- в комплексной терапии никотинового абстинентного синдрома.

Можно использовать в сочетании с нейролептиками и другими транквилизаторами.

## Дозы и длительность применения
Назначают внутрь в таблетках по 0,3—0,6 г 2—3 раза в день (независимо от приёма пищи). Максимальная разовая доза — 3 г, суточная — 10 г. Максимальная концентрация действующего вещества в крови достигается через 0,5 часа после приема препарата и высокий уровень сохраняется в течение 3-4 часов, затем постепенно убывает. Длительность курса лечения — от нескольких дней до 2—3 мес.
Для снижения влечения к курению табака назначают по 0,3—0,9 г в день в течение 5—6 нед.
Активное вещество не метаболизируется и не накапливается в организме.

## Меры предосторожности
Не следует применять во время работы водителям транспортных средств и людям, профессия которых связана с повышенной концентрацией внимания. Тетраметилтетраазабициклооктандион не одобрен FDA для использования в США.

### Побочные явления
При приёме Мебикара возможны аллергические реакции (кожный зуд). В подобных случаях необходимо отменить препарат. Возможно снижение артериального давления (гипотензия) и гипотермия (снижение температуры тела, на 1-1,5 °C), которые обычно нормализуются самостоятельно. Бывают также сонливость, слабость, головокружение, диспептические явления.